# UD Granadilla Tenerife
UD Granadilla Tenerife er en spansk fodboldklub for kvinder, hjemmehørende i Granadilla de Abona, De Kanariske Øer. Klubben blev etableret i 2013 og spiller i Primera División (kvinder). Hjemmekampene spilles på Estadio Francisco Suárez, som har 2.000 siddepladser.

## Aktuel trup
Pr. 1. juli 2019
| Nr. | Land            | Position | Spiller                |
| --- | --------------- | -------- | ---------------------- |
| 1   | Spanien         | MM       | Pili                   |
| 4   | Brasilien       | MI       | Jujuba                 |
| 6   | Spanien         | MI       | Eva                    |
| 7   | Spanien         | AN       | Ana                    |
| 8   | Elfenbenskysten | AN       | Ange N'Guessan         |
| 9   | Spanien         | AN       | Cristina Martín-Prieto |
| 10  | Spanien         | FO       | Cindy (kaptajn)        |
| 11  | Spanien         | FO       | Pisco                  |
| 12  | Brasilien       | FO       | Joyce Borini           |
| 13  | Brasilien       | MM       | Aline                  |
| 14  | Spanien         | FO       | Natalia Ramos          |
| 16  | Serbien         | AN       | Allegra Poljak         |

| Nr. | Land      | Position | Spiller            |
| --- | --------- | -------- | ------------------ |
| 17  | Spanien   | AN       | María José         |
| 18  | Cameroun  | MI       | Raissa Feudijo     |
| 19  | Georgien  | AN       | Tatiana Matveeva   |
| 20  | Spanien   | FO       | Estella            |
| 21  | Spanien   | MI       | Silvia Doblado     |
| 22  | Spanien   | MI       | Patri              |
| 23  | Spanien   | MI       | María Tejera       |
| 25  | Venezuela | MM       | Nayluisa Cáceres   |
| 26  | Spanien   | MI       | Aithiara           |
| 27  | Polen     | MI       | Aleksandra Zaremba |
| 33  | Spanien   | MI       | Paola              |